# Spoorlijn 170 (Tsjechië)
Spoorlijn 170 is een belangrijke spoorlijn in Tsjechië. De spoorlijn loopt van de stad Beroun, vlak bij Praag, via Pilsen naar Cheb, in het uiterste westen van het land. Het traject is 177 kilometer lang.
Over spoorlijn 170 rijden naast de vele goederentreinen verschillende stoptreinen en intercity's, waaronder de trein van Františkovy Lázně naar Praag. Ondanks dat het een belangrijke lijn is voor het binnenlandse treinverkeer, rijden er nauwelijks internationale treinen. De reden hiervoor is dat het trajectdeel tussen Pilsen en Cheb grotendeels eensporig is. Het deel van Beroun naar Pilsen heeft wel twee sporen. Wel rijden er enkele treinen van Neurenberg en München naar Praag.
Het gedeelte van de lijn tussen Beroun en Pilsen werd op 14 juli 1862 geopend, tegelijk met spoorlijn 171 van Beroun naar Praag. Het deel tussen Pilsen en Cheb werd tien jaar later in gebruik genomen, op 28 januari 1872. Het eerste gedeelte was onderdeel van de Böhmische Westbahn (Praag-Pilsen-Furth im Wald), het tweede gedeelte van de Kaiser-Franz-Josephs-Bahn (Wenen-Pilsen-Cheb).
De spoorlijn maakt deel uit van de třetí železniční koridor (derde spoorwegcorridor), die van de Duitse grens naar de Slowaakse grens loopt via Pilsen, Praag, Pardubice, Olomouc en Ostrava.

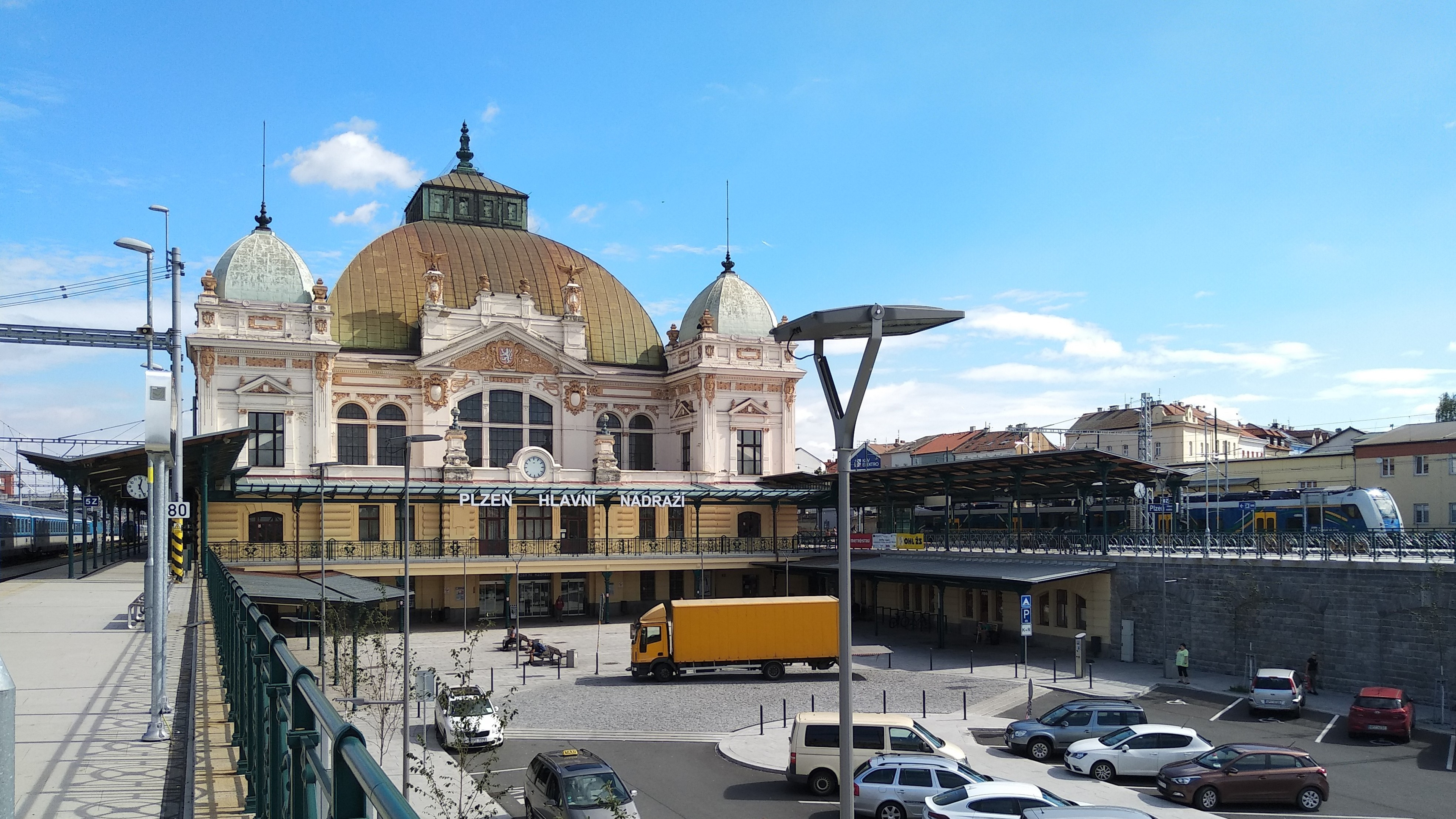
station Plzeň hlavní nádraží